# 銭亀沢村
銭亀沢村（ぜにがめざわむら、古文書では「錢龜澤」と表記）は、北海道亀田郡にあった村。1966年（昭和41年）12月1日に函館市に編入合併した。現在の函館市役所銭亀沢支所管内にあたる。

## 概要
汐泊川下流域に位置し、南は津軽海峡に面している。函館から東の津軽海峡に面した沿岸一帯、恵山岬辺りまでを下海岸と呼んでいるが、下海岸に属する村である。
村の開始時期はよくわからないが、700年ほど前に漁民によって志苔村と石崎村が形成され、500年ほど前に石崎村から銭亀沢村が分村したとされる。村の名前は1700年（元禄13年）に江戸幕府へ提出された松前島郷帳と元禄御国絵図に「銭神沢村」とある。
函館市への合併のきっかけは上水道の敷設要望が強かったこと、函館空港の開設（旧根崎村）がされたことによる。

## 歴史

### 沿革

#### 前史
- 14世紀後半から末頃 - 志苔館（現・函館市志海苔町に所在）が築かれる
- 1456年（康正2年） - 志濃里でアイヌの男性「オッカイ」が刺殺される
- 1457年（康正3年、長禄元年）
  - 5月 -  コシャマインの戦い勃発
  - 月日不明 - 志苔館が陥落する
- 1700年（元禄13年） -  江戸幕府に「銭神沢村」として報告される
- 1855年（安政2年） - 水戸藩士の庵原菡斎らが字目名（汐泊川流域、のちの亀尾村）に入植し、江戸幕府の御手作場「銭亀沢村地先亀ノ尾御手作場」が設けられる
- 1859年（安政6年）春 南部の斎藤三平が字目名（のちの亀尾村）にて石崎海岸の砂鉄を用いてたたら吹きによる製鉄を試みたとされる[4]
- 1867年（慶応3年） - 亀ノ尾御手作場の農夫惣代の太田甚右衛門が箱館奉行へ一村立を行い、亀尾村が成立する（分離独立。のちに湯川村との合併を経て湯川町の一部になる）
- 1879年（明治12年）2月12日 - 松岡定次郎が中心となった根崎村が成立
- 1883年（明治16年）
  - 月日不明 - 下湯川村から根崎村（現・函館市根崎町、高松町）が分離独立
  - 月日不明 - 上湯川村より鷲巣地区（旧・鷲巣郷→鷲巣村。現・函館市高松町）を錢龜澤村が編入

#### 銭亀沢村の成立
- 1902年（明治35年）
  - 4月1日 - 亀田郡錢龜澤村、根崎村、志苔村、石崎村が合併し、二級町村制施行により銭亀沢村発足
  - 月日不明 - 根崎温泉発見[5]
  - 大字笹流にロシア正教の一派である古儀式派の礼拝堂派の人々が一時生活していたが、現在は全員海外に移住した。
  - 月日不明 - 根崎の川濯神社の社殿改築[6]
- 1919年（大正8年）4月1日 - 一級町村制施行
- 1921年（大正10年）8月20日 - 湯の川戸井間乗合自動車合資会社、湯川 - 戸井間路線バス運行開始[7][8]
- 1922年（大正11年） - 湯の川戸井間乗合自動車の路線バスが藤野自動車に譲渡される[7][8]
- 1927年（昭和2年）12月31日 - 戸井電気軌道が軌道敷設を申請（未成線）[9]
- 1928年（昭和3年）
  - 月日不明 - 藤野自動車の路線バスが休止[8]
  - 6月 - 下海岸自動車、根崎 - 原木間路線バス運行開始[10]
- 1933年（昭和8年）3月3日 - 三陸地震津波。志苔海で1.2m記録する[11]
- 1935年（昭和10年）5月 - 水上自動車が湯川 - 戸井間路線バス運行開始。約1年間で撤退[7][8]
- 1937年（昭和12年）
  - 月日不明 - 未成線の戸井線着工
  - 月日不明 - 根崎の川濯神社が再建される[12]
- 1946年（昭和21年）9月15日 - 函館市へ根崎温泉地区を編入、函館市から字鐵山の一部と字蛾眉野の一部を編入
- 1956年（昭和31年）6月1日 - 函館市交通局（現・函館市企業局交通部）が函館市営バス下海岸線（函館駅前 - 石崎間）を開設[13]
- 1960年（昭和35年）
  - 2月24日 - 海上保安庁のヘリコプターが宇賀小学校（1972年に合併のため閉校[14]）の校庭に墜落。乗員4人全員死亡[15]。
  - 5月24日 - チリ地震津波。銭亀沢港で1.43m、志苔海で2.05m、石崎村谷地で2.02mを記録する[11]
- 1961年（昭和36年）4月20日 - 函館空港開港
- 1966年（昭和41年）12月1日- 函館市に編入合併

## 人口の変遷
- 1920年10月1日国勢調査 1,018世帯 6,104人
- 1925年10月1日国勢調査 1,084世帯 6,544人
- 1930年10月1日国勢調査 1,227世帯 7,634人
- 1935年10月1日国勢調査 1,368世帯 8,443人
- 1940年10月1日国勢調査 1,449世帯 9,204人
- 1947年10月1日国勢調査 1,613世帯 10,132人
- 1950年10月1日国勢調査 1,655世帯 10,715人
- 1955年10月1日国勢調査 1,686世帯 10,754人
- 1960年10月1日国勢調査 1,696世帯 9,538人
- 1965年10月1日国勢調査 1,738世帯 8,798人

## 教育
- 小学校
  - 石崎小学校
  - 宇賀小学校
  - 銭亀沢小学校
- 中学校
  - 銭亀沢中学校

## 史跡
- 志苔館

## 地形
村内は低地、台地、山地の3つに区分される。人口は低地に集中しており、汐泊川沖積地を加えても5%程度。山地は全体の40％を占め残りは台地（海岸段丘<海成段丘>）である。